# Институционализм
Институционали́зм, или институциона́льная эконо́мика (англ. institutional economics), — школа экономической теории, изучающая эволюцию социальных институтов, таких как традиции, мораль, право, семья, общественные объединения, государство и др., и их влияние на формирование экономического поведения людей.

## История
Основоположником институциональной экономики считается Торстейн Веблен, а фактическим предшественником — Карл Маркс. Сам термин «институциональная экономика» был введён в 1919 году Уолтоном Хамильтоном в его статье, опубликованной в American Economic Review.
Отмечая сходство между своим подходом и подходом Джона Коммонса в середине 1930-х годов, Кейнсу, как отмечают, можно приписать начало конвергенции между его собственными идеями и рамками первоначального
институционализма. В  письме Коммонсу в 1937 году Кейнс писал: «Мне кажется, нет другого экономиста, с чьим общим образом мышления я чувствую себя в таком подлинном согласии». Уоррен Самуэльс подчеркивал, что посткейнсианские экономисты, в особенности специализирующиеся на денежной экономике и макроэкономике, имеют интеллектуальную близость с институциональной экономикой.
В конце XX века стала складываться так называемая новая институциональная экономика — составная часть неоклассической экономической теории, имеющая с традиционной институциональной экономикой серьёзные методологические различия.

## Институциональный подход
Понятие институционализма включает в себя два аспекта: «институции» — нормы, обычаи поведения в обществе, и «институты» — закрепление норм и обычаев в виде законов, организаций, учреждений.
Смысл институционального подхода состоит в том, чтобы не ограничиваться анализом экономических категорий и процессов в чистом виде, а включить в анализ институты, учитывать внеэкономические факторы.
Институционализм подвергает анализу не только экономические категории и процессы в чистом виде, но и институты, внеэкономические факторы. Сторонники институционализма утверждают, что неоклассики оторваны от реальной жизни людей, так как цены, например, не определяются свободной конкуренцией, поскольку в реальности её не существует.

## Отличия институционализма от других экономических школ
- Привычные для неоклассической школы категории (такие как цена, прибыль, спрос) не игнорируются, а рассматриваются с учетом более полного спектра интересов и отношений.
- В отличие от маржиналистов, которые исследуют экономику «в чистом виде», отбрасывая социальную сторону, институционалисты, напротив, исследуют экономику лишь как часть социальной системы.
- С точки зрения классической политической экономии экономика рассматривается как основа или «базис» для науки, культуры, политики, институционализм же считает эти понятия равноправными и взаимосвязанными.
- Отрицание принципа оптимизации. Хозяйствующие субъекты трактуются не как максимизаторы (или минимизаторы) целевой функции, а как следующие различным «привычкам» — приобретенным правилам поведения — и социальным нормам.
- Интересы общества первичны. Действия отдельно взятых субъектов в значительной мере предопределяются ситуацией в экономике в целом, а не наоборот. В частности, их цели и предпочтения формируются обществом. В маржинализме и классической политэкономии считается, что сначала возникают интересы индивида, и они являются порождающими по отношению к интересам социума.
- Отрицание подхода к экономике как к (механически) равновесной системе и трактовка её как эволюционирующей системы, управляемой процессами, носящими кумулятивный характер. Старые институционалисты исходили здесь из предложенного Т. Вебленом принципа «кумулятивной причинности», согласно которому экономическое развитие характеризуется причинным взаимодействием различных экономических феноменов, усиливающих друг друга. В то время как маржинализм рассматривает экономику в состоянии статики и динамики, а классики характеризуют какой-либо экономический подход как естественный.
- Благосклонное отношение к государственному регулированию рыночной экономики.[6]
- Отрицание «рационального человека», руководствующегося исключительно полезностью. По мнению институционалистов, действия индивида спрогнозировать невозможно из-за невозможности учесть все факторы (экономические и неэкономические), влияющие на поведение человека. Следует определить, какие именно факторы лежат в основе спроса. Помимо цен, это может быть ожидание цены, стремление уберечь фирму от риска и т. п. На экономическую ситуацию влияют не только цены; наряду с ними действуют и должны быть приняты во внимание такие факторы, как инфляция, безработица, кризисы, политическая нестабильность и т. п.
- Цены не столь изменчивы, как об этом говорится в трудах классиков. Издержки, спрос, конъюнктура чрезвычайно подвижны, цены же консервативны. Несмотря на происходящие на рынке изменения — цены зачастую не меняются.
- С точки зрения институционалистов задача экономической науки не только в том, чтобы составить прогноз, понять систему взаимосвязей, но и дать рекомендации, обосновать рецепты соответствующих изменений в политике, поведении, общественном сознании.

## Методология институционализма
В работах институционалистов не встретишь увлечения сложными формулами, графиками. Их аргументы обычно основаны на опыте, статистике. В центре внимания не анализ цен, спроса и предложения, а проблемы более широкого плана. Их волнуют не чисто экономические проблемы, а экономические проблемы во взаимосвязи с социальными, политическими, этическими и правовыми проблемами.
Сосредоточив внимание на решении отдельных, как правило, значимых и актуальных задач, институционалисты не выработали общей методологии, не создали единой научной школы. В этом проявилась слабость институционального направления, его неготовность разработать и взять на вооружение общую, логически стройную теорию.

## Известные представители
- Институциональные экономисты (категория)